# جانی بلک یاغی
جانی بلک یاغی (به انگلیسی: Outlaw Johnny Black) یک فیلم کمدی اکشن آمریکایی در سبک وسترن محصول سال ۲۰۲۳ به کارگردانی، نویسندگی، تهیه‌کنندگی و بازیگری مایکل جای وایت است. همچنین این یک دنباله معنوی بر فیلم دینامیت سیاه (۲۰۰۹) محسوب می‌شود.

## داستان
جانی بلک یک قدیس گناهکار است که برای انتقام مرگ پدرش مشتاق است. جانی بلک متعهد می‌شود که برت کلیتون را به ضرب گلوله بکشد و در این روند به یک مرد تحت تعقیب تبدیل می‌شود، همه اینها در حالی که به عنوان یک واعظ در یک شهر کوچک ظاهر می‌شود که توسط یک بارون بدنام تصرف شده‌است.

## انتشار
این فیلم توسط ساموئل گلدوین فیلمز در ۱۵ سپتامبر ۲۰۲۳ منتشر شد. در ایالات متحده و کانادا با ۱۷۸٫۱۷۶ دلار در ۳۰۷ سینما اکران شد و مجموعاً ۳۱۹٫۸۴۸ دلار فروخت.

## بازخوردها
- در وب‌سایت جمع‌آوری نقد راتن تومیتوز از ۳۱ نقد منتقد، با میانگین امتیاز ۵٫۹ از ۱۰ مثبت است.
- در متاکریتیک، که از میانگین وزنی استفاده می‌کند، بر اساس پنج منتقد، امتیاز ۵۴ از ۱۰۰ را به فیلم اختصاص داد که نشان دهنده نقدهای «مختلط یا متوسط» است.[۳][۴]